# Charles Dawson
Charles Dawson, född 11 juli 1864 i Preston, död 10 augusti 1916 i Lewes, var en brittisk advokat och självlärd arkeolog.

## Piltdown-mannen

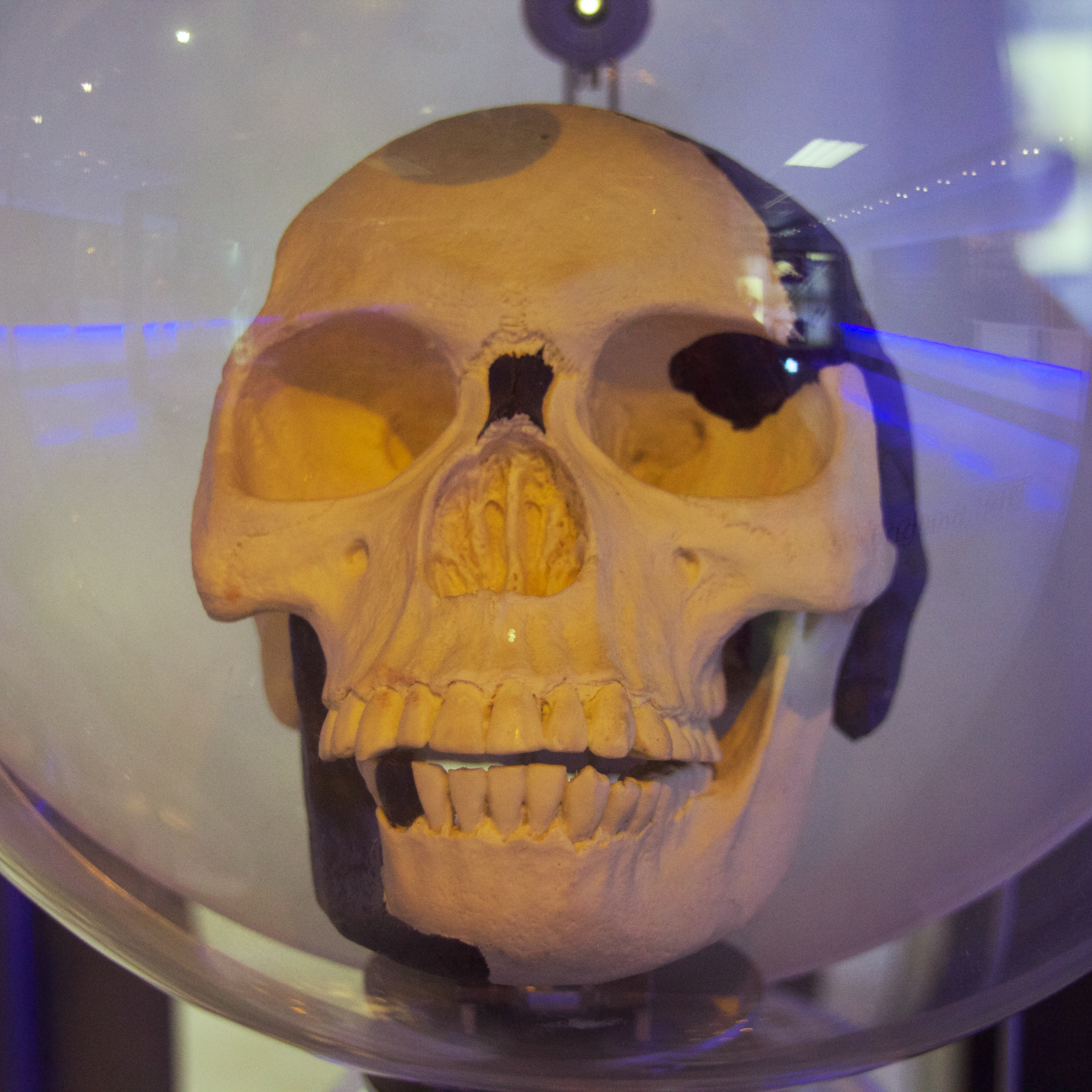
Replika av Piltdown-mannens kranium.

Dawson har mest blivit känd för sin "upptäckt" av Piltdown-mannen 1912. Dawson ansåg sig ha funnit den så kallade felande länken mellan aporna och människorna. Piltdown-mannen gjorde Dawson berömd för resten av sitt liv men i slutet av 1940-talet utfördes nya tester på Piltdown-mannens ben och tänder av en grupp forskare som var skeptiska till fyndet och det skulle mycket riktigt visa sig att det hela var ett falsarium, skallen bestod av ett mänskligt kranium, en fossil käke från en orangutang och schimpanständer.
Exakt vem eller vilka som låg bakom bluffen med Piltdown-mannen vet man inte säkert men den gängse uppfattningen är att Charles Dawson själv var den som låg bakom det hela, och man stödjer denna teori på att flera andra av de arkeologiska fynd som Dawson gjorde under sin livstid också har visat sig vara falska.